# Гуннбьорн Ульфсон
Гуннбьорн Ульфсон (Гуннбьёрн сын Ульва Вороны; норв. Gunnbjørn Ulvsson; жил около X века) — норвежский мореплаватель, предположительно, первый европеец, видевший берега Америки.

## Открытие Америки
Гуннбьёрн направлялся из Норвегии в Исландию, однако из-за шторма корабль отбросило к западу, в результате чего ему и его команде открылась для вида новая земля. Её стали называть Гуннбьёрновыми островками, или «Гуннбьёрновыми шхерами». Эти острова точно не локализованы, но, видимо, речь идёт об одном из архипелагов к северо-востоку от Гренландии. Таким образом, Гуннбьёрн может считаться первым европейцем, увидевшим берега Америки.
Точная дата этого события не определена. Различные источники датируют это от 876 до 933 года.
По следам Гуннбьёрна были предприняты путешествия Снэбьёрна Борова (около 978 года) и Эйрика Рыжего (985/986 год). И Снэбьёрн, и Эйрик хорошо знали, где находится открытая Гуннбьёрном земля.